# Les 20 Premiers Millions
Pour plus de détails, voir Fiche technique et Distribution.
Les 20 Premiers Millions (The First $20 Million Is Always the Hardest) est un film américain réalisé par Mick Jackson, sorti en 2002.

## Synopsis
Le film suit l'histoire d'Andy Caspar, un jeune ingénieur en informatique ambitieux qui se lance dans un projet audacieux : créer un ordinateur peu coûteux pour les personnes défavorisées. Andy travaille pour une grande entreprise technologique et se voit confier la tâche de constituer une équipe de programmeurs pour réaliser ce projet novateur.
Le titre du film, "The First $20 Million Is Always the Hardest" (Les premiers 20 millions sont toujours les plus difficiles), fait référence à la difficulté de financer un projet novateur et à la nécessité de surmonter les obstacles initiaux. Andy et son équipe font face à de nombreux défis tout au long du film, notamment des problèmes techniques, des rivalités internes et des pressions financières.
Pendant leur parcours, les personnages du film rencontrent des situations comiques et absurdes, créant ainsi une atmosphère légère malgré les défis sérieux auxquels ils sont confrontés. Le film aborde également des thèmes plus profonds, tels que l'innovation, l'amitié et la persévérance.

## Fiche technique
- Titre original : The First $20 Million Is Always the Hardest
- Titre français : Les 20 Premiers Millions
- Réalisation : Mick Jackson
- Scénario : Jon Favreau et Gary Tieche d'après le roman de Po Bronson
- Production : Trevor Albert (en)
- Société de production : Twentieth Century Fox
- Musique : Marco Beltrami
- Photographie : Ronald Víctor García
- Montage : Don Brochu (de)
- Décors : William Sandell
- Costumes : Jill M. Ohanneson
- Pays de production :  États-Unis
- Format : Couleurs - Dolby Digital - 35 mm
- Genre : Comédie
- Durée : 105 minutes
- Date de sortie : 
  - États-Unis : 28 juin 2002
  - France : non sorti

### Box-office
| Pays                          | Box-office | Nbre de sem. | Classement TLT | Nbre de salle |
| Box-office États-Unis/ Canada | 5 491 $    | 1 sem.       | -              | 2 salles      |

1. ↑  Tous les temps - All Time

## Distribution
- Adam Garcia : Andy
- Rosario Dawson : Alisa
- Jake Busey (VF : Maurice Decoster) : Darrell
- Enrico Colantoni : Francis
- Ethan Suplee (VF : Mathieu Buscatto) : Tiny
- Anjul Nigam : Salman
- Gregory Jbara : Hank
- Dan Butler : Lloyd
- Linda Hart : Mme 'B'
- Shiva Rose : Torso
- Chandra West : Robin
- Rob Benedict : Willy
- Heather Paige Kent : Claudia Goss
- Stoney Westmoreland : Link
- John Rothman : Ben
- Reggie Lee : Suit